# Cheyenne Toney
Cheyenne Toney, artiestennaam van Cheyenne Herdigein (Amsterdam, 25 juli 1994), is een Nederlandse zangeres en theatermaakster. In 2013 deed zij mee aan televisieprogramma The voice of Holland waarbij ze optrad met een bewerking van het lied Formidable. Deze cover werd een nummer 1-hit in de Single Top 100. In 2024 trad ze op met haar eigen theatervoorstelling Dan maar alleen.

## Biografie
Herdigein is geboren en getogen in de Amsterdamse wijk Bijlmermeer en komt uit een muzikale familie. Haar moeder, Jeritza Toney, is theatermaker, vader Giovanni Herdigein muzikant en broer Guillano Herdigein is acteur. Ook haar oom Rossano Toney is actief in de muziekwereld, bekend van het duo Ross & Iba. Op zesjarige leeftijd begon ze met dansen bij Lucia Marthas en later was ze actief aan de Jeugdtheaterschool Zuidoost. 
In 2013 deed Cheyenne Herdigein, optredend onder de achternaam van haar moeder, mee aan televisieprogramma The voice of Holland. Ze wist hier de halve finale te bereiken en werd gecoacht door Ilse DeLange. Samen met DeLange bewerkte ze voor haar kwartfinaleoptreden het Franstalige lied Formidable van Stromae uit 2013. Bij deze cover werd het nummer hertaald naar het Nederlands. Ze wist met het nummer de halve finale te bereiken, waarna ze in die ronde de wedstrijd moest verlaten. Ondertussen werd Formidable een grote hit. Het wist de eerste plaats in de Single Top 100 te bereiken en piekte op de achttiende plek van de Nederlandse Top 40.
Gemotiveerd door het succes in het televisieprogramma en de hit, werkte Toney verder aan haar muziekcarrière. Ze bracht in 2014 de ep Mijn hart uit en deed in 2015 mee aan De beste singer-songwriter van Nederland. Over de jaren heen werden verschillende singles uitgebracht, waarvan Hartslag, Baila en Bootycall het bekendst zijn. De laatste twee zijn samenwerkingen met Jasha Rudge en Bootycall heeft in Nederland de gouden status. In 2023 bracht ze de single Oceaan uit, waarin ze zingt over de impact die mensen om je heen kunnen hebben, positief en negatief. In 2024 stond ze in de finale van de Grote Prijs van Nederland, in dat jaar gewonnen door Jaïr Faria.
Toney is ook actief in het theater. Ze heeft met meerdere shows gestaan in het Bijlmer Parktheater en trad in 2024 door Nederland op met haar show Dan maar alleen. In haar theatervoorstellingen heeft muziek een centrale rol.

## Discografie

### Albums en ep's
- Mijn hart (ep, 2014)

### Nummers met noteringen in hitlijsten
| Lied       | Verschijnen     | Album | Hitlijsten  | Hitlijsten  | Hitlijsten   | Hitlijsten   | Opmerkingen |
| Lied       | Verschijnen     | Album | NL (Top 40) | NL (Top 40) | NL (Top 100) | NL (Top 100) | Opmerkingen |
| Lied       | Verschijnen     | Album | Piek        | Weken       | Piek         | Weken        | Opmerkingen |
| ---------- | --------------- | ----- | ----------- | ----------- | ------------ | ------------ | ----------- |
| Formidable | 6 december 2013 | —     | 18          | 3           | 1 (1 wk)     | 6            |             |